# منظمة التعاون الاقتصادي
منظمة التعاون الاقتصادي (بالإنجليزية: Economic Cooperation Organization)‏ (ECO)، منظمة دولية تنظم حكومات سبع دول آسيوية وثلاث أوروبية عبر مساحة 8٬620٬697 كم2؛ هي أذربيجان وأفغانستان وأوزبكستان وإيران وباكستان وتركيا وتركمانستان وطاجيكستان وقيرغيزستان وكازاخستان؛ كي تتعاون في المجال الاقتصادي والتجاري؛ مثل جعل سوق الخدمات والبضائع المشتركة. وتوجد أمانتها العامة وقسمها الثقافي في طهران، بينما يقع المكتب الاقتصادي في تركيا، أما المكتب العلمي فيقع في باكستان.
المخطط القابل للضغط يظهر علاقات المنظمات المختلفة في إطار منظمة التعاون الإسلامي. (عضوية سوريا معلقة من جميع المنظمات لانتهاكات حقوق الإنسان خلال الحرب الأهلية السورية).